# Neodiscopsis
Neodiscopsis es un género de foraminífero bentónico de la subfamilia Neodiscinae, de la familia Neodiscidae, de la superfamilia Cornuspiroidea, del suborden Miliolina y del orden Miliolida. Su especie tipo es Hemigordius specialis. Su rango cronoestratigráfico abarcaba desde el Capitaniense superior (Pérmico medio) hasta el Changhsingiense (Pérmico superior).

## Clasificación
Neodiscopsis incluye a las siguientes especies:
- Neodiscopsis ambiguus †
- Neodiscopsis canutii †
- Neodiscopsis graecodisciformis †
- Neodiscopsis paraovatus †
- Neodiscopsis robustatus †
- Neodiscopsis rotundatus †
- Neodiscopsis specialis †